# スヴャトスラフ・ヴァカルチュク
スヴャトスラフ・ヴァカルチュク（ウクライナ語: Святослав Вакарчук、1975年5月14日 - ）はウクライナの歌手、オケアン・エリズィバンドリーダー、元政治家、軍人。

## 経歴
ムカチェヴォに生まれ、幼いときはリヴィヴに過ごした。科学者の家庭で両親はともに大学で物理学の教授、その父親のイヴァン・ヴァカルチュクも元教育大臣である。
ヴァカルチュクは英語学習を中心とする学校を銀メダルで卒業して、その後音楽学校で2年間ヴァイオリンを学び、同時にバヤンの演奏も学んだ。
学生時代、学校劇場を設立し、バスケットボールをやった。

### 教育
1990年にカナダに交換留学をして、たくさんのコンパクトカセットやロックミュージックの記録を持ち帰った。
1991から1996までリヴィヴ大学で論文物理学を勉強した。 その後、国際経済学を専攻し、1996年に理論物理学の大学院に進学した。大学院修了後、ヴァカルチュクは海外で勉強を続けることもできたが、音楽のキャリアに集中して、1998年4月にキーウに引っ越した。

### 音楽キャリア
1994年の夏から秋にかけて、ヴァカルチュクはアートロックバンド「Klan Tyshi」（直訳「沈黙の一族」）に参加した。 1994年10月12日にオケアン・エルズィへ改称し、ヴァカルチュクはボーカリストとほとんどの歌詞の作者となり、バンドの絶え間ないリーダーとなった。
2005年、Viva!雑誌で優勝し、「最も美しいウクライナ人」にノミネートされた「最も美しい」そしてその表紙を飾った。
2009年の夏、ヴァカルチュクはウクライナ国立科学アカデミーの凝縮系物理学研究所で博士論文の審査を受け、物理科学および数学科学の候補者の称号を取得した。研究テーマは「磁場中の電子の超対称性」。音楽活動と並行して執筆を続けていたため、論文の完成には数年を要した。なお、オケアン・エルズィのアルバムの一つには「Supersymetriya」というタイトルがつけられたほか、収録曲の一つには超対称性の略語「Susy」という名前が付けられている。
2011年末、ヴァカルチュクは新しい音楽プロジェクト「ブリュッセル」を発表し、その中でオケアン・エルズィのコンセプトに合わない曲を披露した。このアルバムの制作に、ヴァカルチュクはミュージシャンのドミトロ・シュロフ、ペトル・チェルニャフスキー、セルゲイ・バブキンを招待した。 2012年春にブリュッセルプロジェクトのツアーが開催された。
2017年よりヴァカルチュクはバビ・ヤールホロコースト記念センターの監査役会委員として務めている。
2022年ロシアのウクライナ侵攻の最初の数日間に、ヴァカルチュクは領土募集センターに行き、ウクライナ軍との契約に署名した。ウクライナ軍中尉の階級を授与され、リヴィウ軍民行政部に派遣された。

### 政治家として
2007年ウクライナ最高議会選挙で大統領支持派NUNSブロックの名簿（名簿第15位）から当選した。議会では、言論および情報の自由に関する委員会の委員を務めるとともに、議会間関係グループにも所属していた。
人民代議員として在任中、法案の提出は行わなかったが、2つの修正案を提出し、そのうち1つが考慮された。
2008年9月11日、ヴァカルチュクは自主的に最高議会議員を辞任した。その後、2008年12月16日、最高会議は彼の人民代議員としての権限を早期終了する決議を採択した。
2019年7月21日の選挙で最高会議に再選された。

#### ホロス党
2019年5月16日、ヴァカルチュクは自身の政党「ホロス」を発表した。ヴァカルチュクは政党の5つの主要政策を挙げた。
- 何よりもウクライナ国民の利益
- ウクライナの存在意義の選択はヨーロッパ
- すべての人のための一つの法律
- 寡頭政治家のいない自由経済
- ウクライナ国民に対して説明責任のある政府

ホロス党は選挙で5.82%の票を獲得し、比例代表制により17人の議員が当選。さらに、小選挙区から同党の候補3人が勝利した。2019年7月24日にヴァカルチュクは正式に党首に選出された。
2020年6月11日、ヴァカルチュクは自身の国会議員辞任に関する決議を提出したと発表した。6月18日、最高会議はこの辞任を承認せず、翌6月19日、ヴァカルチュクはホロス党を離脱した。

## 人物
日本の文化や仏教に関心を持ち、三島由紀夫や村上春樹の作品に言及している。言及する作家のほかの中には、ニコライ・ゴーゴリ、イヴァン・フランコ、セルヒー・ジャダン、リューブコ・デーレシとユーリー・アンドルホーヴィチ、フョードル・ドストエフスキーとアントン・チェーホフである。
好きな音楽バンドはビートルズ、ローリング・ストーンズ、ピンク・フロイド、クイーンなど。ロシアの歌手ゼムフィラと友人である。